# Plan de développement international de Bruxelles
 (avril 2021).
Si vous disposez d'ouvrages ou d'articles de référence ou si vous connaissez des sites web de qualité traitant du thème abordé ici, merci de compléter l'article en donnant les références utiles à sa vérifiabilité et en les liant à la section « Notes et références ».
Le Plan de développement international de Bruxelles (en abrégé PDI) est un vaste programme d'urbanisme présenté officiellement, au mois d'octobre 2007, par le Ministre-Président Charles Picqué. L'objectif de ce plan vise à promouvoir la vocation internationale de la capitale de la Belgique et de l'Europe, sur la base de grands projets tels qu'un stade national de football, un centre commercial, un pôle de bureaux ou encore un centre de congrès. L'aménagement de ces fonctions est prévu au sein de zones stratégiques à l'instar des sites de Tour et Taxis et du Mont des Arts.
Pour la période qui s'étale de 2008 à 2010, les fonds fédéraux Beliris comprennent une enveloppe de 100 millions d'euros qui sont consacrés à la mise en œuvre du PDI. Près de la moitié du budget est réservée aux investissements nécessaires au développement du périmètre bruxellois qui accueille notamment une grande partie des institutions de l'Union européenne.
À ce jour, une partie du tissu associatif, Inter-Environnement Bruxelles en tête, dénonce non pas l'opportunité d'un tel plan urbanistique mais ses caractéristiques de fond : « ni budget précis, ni phasage conséquent, ni coordination, ni encore une fois, concertation élargie. Il s’agit tout au plus d’un catalogue d’intentions, sans statut juridique ».